# Aldo Chioratto
Aldo Chioratto (Campinas, 5 de outubro de 1922 – Campinas, 18 de setembro de 1932) foi um escoteiro brasileiro morto durante um dos bombardeios causados pela até então Aviação Federal do Brasil, na Revolução Constitucionalista de 1932.

## História
Aldo Chioratto era escoteiro da Comissão Regional de Campinas e agregado à Cruzada Escoteira Pró-Constituição, foi incorporado nas tropas paulistas, como mensageiro requisitado pelo Coronel Mário Rangel. Morreu aos 9 anos na manhã de 18 de setembro de 1932, na cidade de Campinas, durante um dos bombardeios estratégicos comandado pelo major-aviador Eduardo Gomes, pelas Forças Armadas Brasileiras. Ele foi atingido por treze estilhaços de granada lançada por aviões adversários que bombardearam Campinas em 18 de setembro de 1932, ferindo-o mortalmente.
Após seu falecimento, Aldo foi sepultado no Cemitério da Saudade, em Campinas, onde sua lápide permanece até os dias atuais. Em julho de 1966, seus restos mortais foram transladados para o Mausoléu Constitucionalista, onde repousam ao lado de outros combatentes da Revolução de 1932. Ele é a única criança a receber tal homenagem.